# Hydrogénérateur

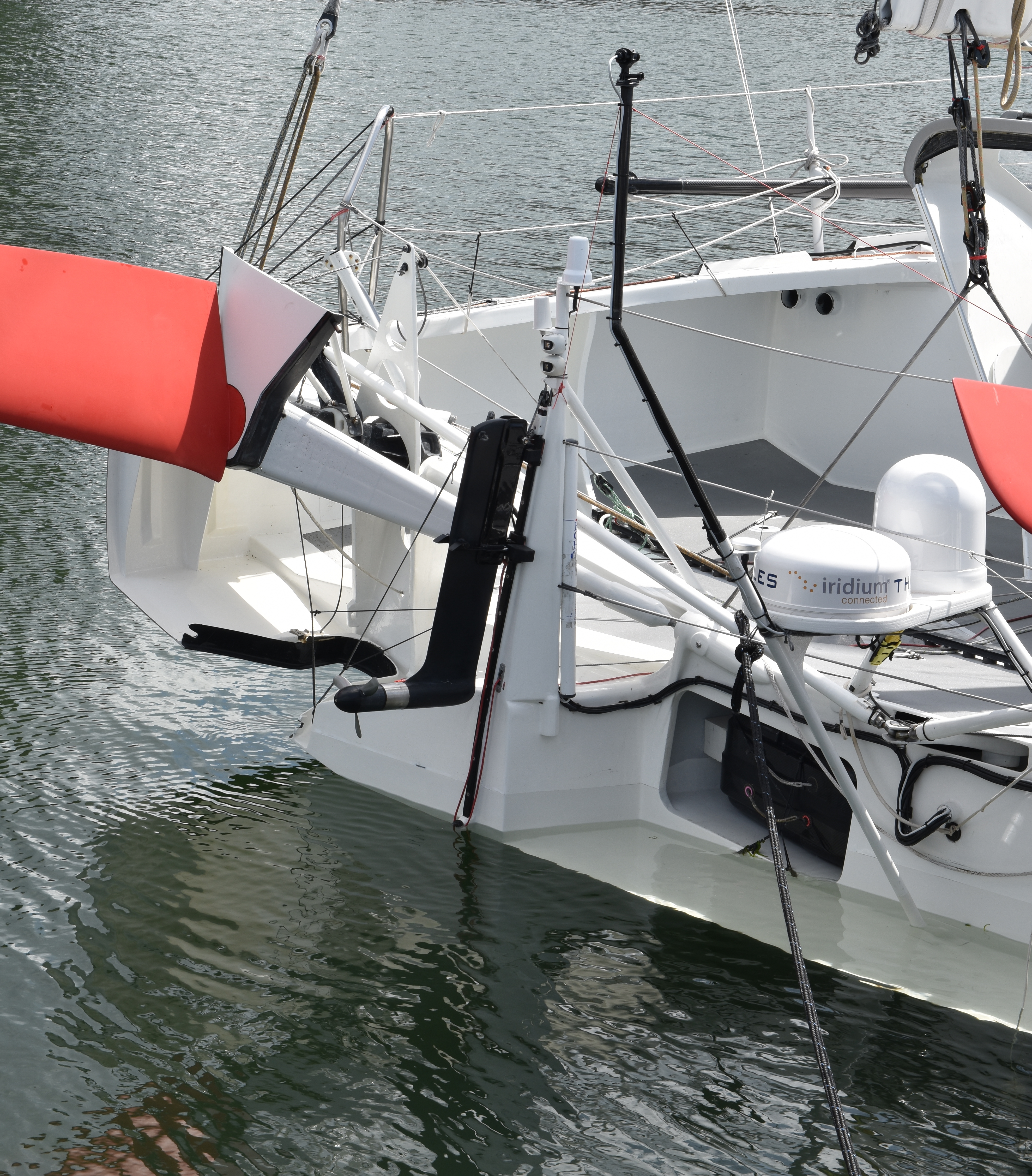
Gros plan sur l'hydrogénérateur de l'IMOCA Fortinet ex Sea Explorer à Lorient.

Cet article concerne les générateurs d'électricité pour bateau. Pour les autres systèmes de production d'énergie hydraulique, voir énergie hydraulique.
L'hydrogénérateur est un appareil permettant de produire de l'électricité au moyen d'une hélice mue par le déplacement d'un bateau.

## Principes
Un hydrogénérateur pour bateau est un dispositif embarqué destiné à produire de l'électricité à bord d'un bateau grâce à l'énergie mécanique fournie par l'écoulement de l'eau sous la coque lors de la navigation. Ce flux hydraulique entraîne une hélice immergée reliée à un alternateur. Celui-ci convertit l'énergie mécanique en courant alternatif, immédiatement redressé en courant continu par des diodes intégrées. L’électricité ainsi générée alimente directement les équipements électriques du bord (éclairage, électronique de navigation, pilote automatique, réfrigération...) ou est stockée dans des batteries pour un usage ultérieur. L’hydrogénérateur offre ainsi une solution autonome et durable de production d’énergie électrique en mer, réduisant la dépendance aux carburants fossiles et augmentant l'autonomie énergétique des voiliers et autres embarcations. 
L'hydrogénérateur présente cependant l'inconvénient de ralentir le bateau en raison de la traînée hydrodynamique générée par l'hélice immergée. Cette traînée est principalement due à l'énergie mécanique prélevée au bateau et transformée en électricité. Ainsi, plus l'hydrogénérateur produit de puissance électrique, plus sa traînée est importante. Le reste de la traînée provient des pertes liées au rendement global du système (hydrodynamique, mécanique et électrique), qui se traduisent par de l'énergie perdue sous forme de chaleur ou de turbulences dans l'eau.

## Les pionniers
En 1993, l’entreprise britannique Ampair introduit les premiers hydrogénérateurs marins sous la marque Aquair, offrant une solution simple et efficace pour les plaisanciers de l’époque. Au début des années 2000, Remoran Oy, en Finlande, apporte des améliorations significatives, en développant des modèles adaptés aux conditions rigoureuses des navigations nordiques.

## Les améliorations
L'hydrogénérateur a ensuite été perfectionné par Yannick Bestaven, skipper du Vendée Globe, dans le projet d'accomplir, lors de l'édition 2008, cette course autour du monde en solitaire sans recours à l'énergie fossile. À partir de 2012, la quasi totalité les voiliers du Vendée Globe en sont équipés.
Parallèlement, Cristec a développé et testé à bord du voilier Foncia, lors du Vendée Globe, son hydrogénérateur innovant 500W Auto-Pitch doté d'une hélice à pas variable. Ce modèle particulier présente la caractéristique d'avoir son hélice orientée vers l'avant du bateau, solution technique qui, bien qu'entraînant une légère augmentation de la traînée, optimise considérablement le flux d'eau sur les pales en évitant toute perturbation liée au pied de l'appareil. 